# Typesoort
Een typesoort (Engels: type species) is een soort die permanent gekoppeld is aan een bepaalde naam van een geslacht, een ondergeslacht (subgenus), of een andere rang beneden die van geslacht.

## Zoölogie
De term typesoort wordt strikt genomen alleen gebruikt in de zoölogie en is daar de soort die het type is van een geslacht of ondergeslacht. Het type van de naam van de typesoort, op zijn beurt, is, in de regel, dan weer één individueel exemplaar van die soort.
Als door veranderde wetenschappelijke inzichten een geslacht gesplitst moet worden in twee of meer aparte geslachten, dan blijft de naam van het oude geslacht gekoppeld aan dat deel van het geslacht dat de typesoort omvat; de afgesplitste geslachten krijgen dan andere namen.
Als de typesoort van een geslacht in een ander geslacht wordt geplaatst, dan wordt de naam van dat oude geslacht automatisch een synoniem van de naam van dat andere geslacht, ongeacht of andere soorten uit het oude geslacht met de typesoort werden overgeplaatst of niet. Voor de eventueel overblijvende soorten moet een andere naam worden gebruikt (tenzij conserveren mogelijk is).

## Voor algen, planten en schimmels
Het type van een geslacht in de groep van algen, planten en schimmels is een exemplaar (meestal in een herbarium) of een illustratie (meestal in een publicatie). Dit type zal in de regel eveneens het type van een soort zijn, en kan dan aangeduid worden met de naam van deze soort. In het spraakgebruik heet deze dan ook wel de "typesoort", maar de term heeft geen formele status.

## Schema
In een schema:
| type van:→  | de naam van een soort       | de naam van een geslacht of ondergeslacht |
| vakgebied:↓ | de naam van een soort       | de naam van een geslacht of ondergeslacht |
| zoölogie    | een exemplaar               | typesoort                                 |
| botanie     | een exemplaar of afbeelding | een exemplaar of afbeelding               |

type (biologie) · type (zoölogie) – allotype · holotype · lectotype · neotype · paralectotype · paratype · syntype · typereeks · typesoort · typegeslacht · typelocatie